# Борисенко, Михаил Иванович
Михаи́л Ива́нович Борисе́нко (бел. Міхаіл Іванавіч Барысенка; 25 июля 1917, Глыбоцкое, Могилёвская губерния — 2 января 1984, Москва) — советский учёный в области разработки систем управления, педагог. Герой Социалистического Труда (1957). Лауреат Ленинской премии и Государственной премии СССР.

## Биография
Михаил Иванович Борисенко родился 25 июля 1917 года в деревне Глыбоцкое (ныне — в Гомельском районе Гомельской области, Беларусь) в семье Ивана Малофеевича Борисенко (1884—?), председателя сельсовета. После окончания начальной школы уехал в Москву, где окончил среднюю школу, а в 1941 году — факультет радиотехники Московского энергетического института. С началом Великой Отечественной войны был призван в Рабоче-Крестьянскую Красную Армию.
В 1942 году ускоренным курсом окончил Московское высшее командное общевойсковое училище имени Верховного Совета РСФСР, после чего был направлен на фронт. Участвовал в Курской битве, битве за Днепр, освобождении Молдавской ССР, Румынии, Венгрии, Австрии. Находясь на передовой, разработал и внедрил вибропреобразователь для анодного питания, что стало давать значительную экономию энергии радиостанций, а также усилитель для длинных телефонных линий.
После окончания войны в звании гвардии старшего лейтенанта был уволен в запас и направлен на работу в качестве начальника лаборатории Проектно-конструкторского бюро № 886 Научно-исследовательского института № 885.
С 1952 года возглавлял отдел в этом институте. Руководил разработкой систем управления для советских межконтинентальных баллистических ракет, в том числе для ракеты «Р-7», которая осуществляла запуски первых искусственных спутников Земли, автоматических межпланетных станций, космического корабля «Восток».
Закрытым Указом Президиума Верховного Совета СССР от 21 декабря 1957 года за «обеспечение полёта первого спутника Земли» Михаил Иванович Борисенко был удостоен звания Героя Социалистического Труда с вручением ордена Ленина и медали «Серп и Молот».
С 1963 года, когда Научно-исследовательский институт № 885 был преобразован в Научно-исследовательский институт приборостроения, прошёл путь от начальника отделения до главного конструктора радиотехнических систем ракетно-космической техники. Возглавлял разработку командно-измерительных систем «База» и «Тамань» с собственными ЭВМ. Являлся автором многих научных работ.
С 1974 года работал в Московском радиотехническом институте, с 1976 года возглавлял его. Руководил разработкой целого семейства радиорелейных станций, антенных бортовых систем для орбитальных космических станций, лазерно-оптических систем для ракетно-космической техники.
В 1960 году ему была присуждена Ленинская, а в 1978 году — Государственная премия СССР.
Научную деятельность совмещал с преподавательской работой на кафедре радиосистем управления и передачи информации Московского авиационного института.
В 1981 году баллотировался в члены-корреспонденты Академии наук СССР.
Скончался на своём рабочем месте 2 января 1984 года.

Могила Борисенко на Кунцевском кладбище

Похоронен на Кунцевском кладбище Москвы.

### Семья
Дочь — Татьяна Михайловна Борисенко, кандидат технических наук, с 2004 года работает директором Московского научно-исследовательского радиотехнического института.

## Награды и звания
- Герой Социалистического Труда (медаль «Серп и Молот» и орден Ленина; 21.12.1957) — за обеспечение полёта первого спутника Земли
- Ленинская премия (1960)
- Государственная премия СССР (1978)
- Орден Трудового Красного Знамени
- Орден Красной Звезды
- Орден Отечественной войны II степени
- Медали[1].

## Память
- Памятный знак Герою Социалистического Труда М. И. Борисенко в д. Глыбоцкое Гомельского района Гомельской области Беларуси.